# People's Viennaline
People's Viennaline (Altenrhein Luftfahrt GmbH), is een Oostenrijkse vliegtuigmaatschappij met het hoofdkantoor in Wenen. De maatschappij biedt lijnvluchten aan vanaf luchthaven St. Gallen-Altenrhein in Zwitserland. De maatschappij focust in 2017 voornamelijk op vluchten naar Wenen.

## Bestemmingen
Vanaf augustus 2017:
| Land        | Plaats, luchthaven                               | Opmerking                      |
| ----------- | ------------------------------------------------ | ------------------------------ |
| Oostenrijk  | Wenen - Luchthaven Wenen                         |                                |
| Kroatië     | Pula - Luchthaven Pula                           | seizoensgebonden chartervlucht |
| Duitsland   | Memmingen - Luchthaven Memmingen                 | seizoensgebonden chartervlucht |
| Griekenland | Preveza - Luchthaven Aktion                      | seizoensgebonden chartervlucht |
| Italië      | Olbia - Luchthaven van Olbia-Costa Smeralda      | seizoensgebonden chartervlucht |
| Italië      | Sardinië - Luchthaven Cagliari                   | seizoensgebonden chartervlucht |
| Italië      | Napels - Luchthaven Napels                       | seizoensgebonden chartervlucht |
| Spanje      | Palma de Mallorca - Luchthaven Palma de Mallorca | seizoensgebonden chartervlucht |
| Spanje      | Ibiza - Luchthaven Ibiza                         | seizoensgebonden               |
| Spanje      | Menorca - Luchthaven Menorca                     | seizoensgebonden chartervlucht |
| Zwitserland | St. Gallen - St. Gallen-Altenrhein               | thuisbasis                     |

## Vloot

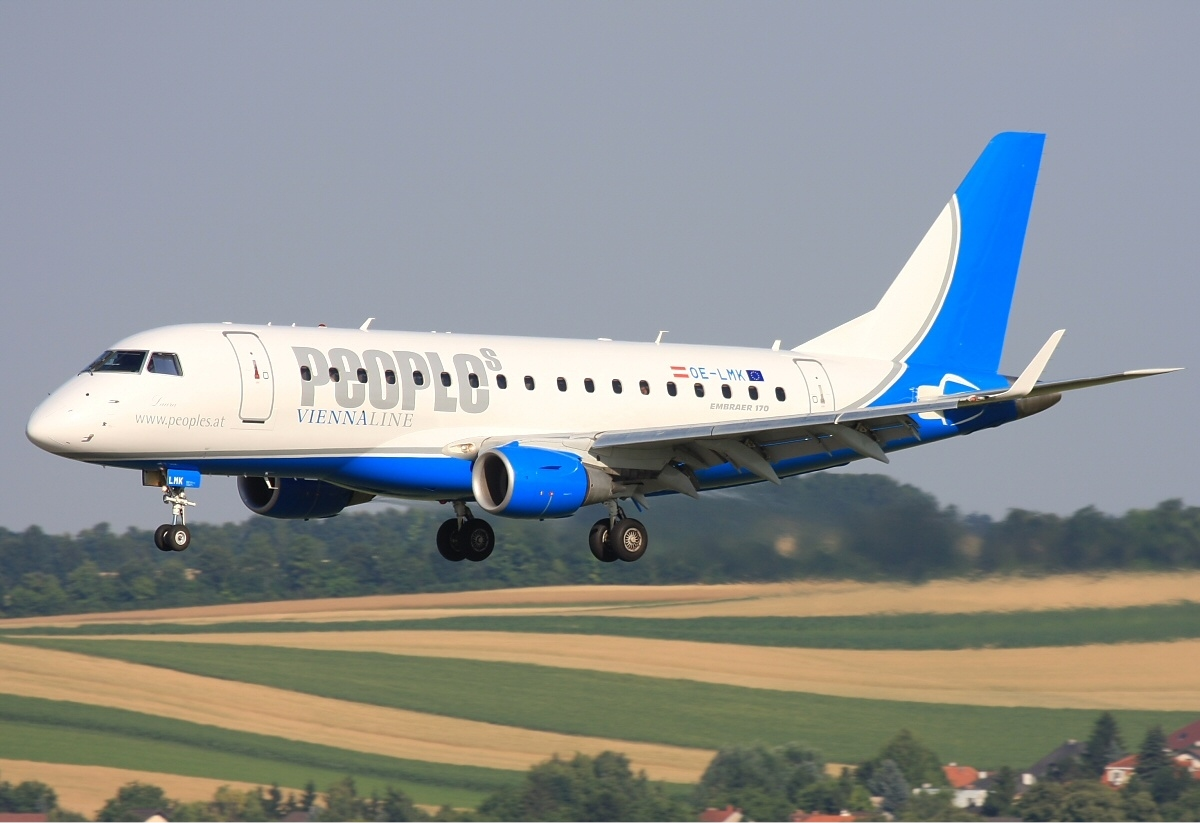
De People's ViennaLine ERJ-170 Lebeda.

De vloot bestaat in maart 2017 uit de volgende toestellen:
| Toesteltype | Aantal | Passagiers |
| ----------- | ------ | ---------- |
| Embraer 170 | 2      | 76         |
| Totaal      | 2      |            |